# Temporada 2002-2003 del Nàstic
Dades de la Temporada 2002-2003 del Gimnàstic de Tarragona.

## Plantilla
Aquesta és la plantilla del Gimnàstic de Tarragona per a la temporada 2002-2003 a la Segona divisió B de la lliga espanyola de futbol.
| - 1 Felip Ortiz Martínez - 2 David Morales Sánchez - 3 Antonio Garrido Fernández - 4 Jesús María Serrano Eugui - 5 Felipe Vaqueriza Rodríguez - 6 José A. Gordillo Luna - 6 Sergio A. Lara García - 7 Manuel Herrero Galaso - 8 Jordi Masnou Margarit - 8 Antonio Roa Sánchez - 9 Gaizka Saizar Lekuona - 9 Albert Virgili Fort - 10 Joan Pallarès Roca - 11 Lluís Codina Codina |  | - 12 Edu Benito Fernández - 13 José R. Morato de la Fuente - 14 Eduardo Conget Salvatierra - 14 Joan Molist Berga - 15 José Federico Méndez García - 16 Pedro Baquero López - 17 Richard García Sierra - 18 Antoni Pinilla Miranda - 19 Santi Castillejo Castillejo - 20 José María Díaz Muñoz - 21 Diego Ribera Ramírez - 22 Álvaro García de Antona - 25 Fernando Cantón Ángel |

Aquests tres últims jugadors no acabaren la temporada amb l'equip.
- Entrenador:  Pepe Balaguer Berga

- Entrenador:  José Carlos Granero

## Resultats
L'equip afrontava el repte de retornar a segona divisió, però la temporada fou molt irregular, i tot certa millora en la fase final de la competició, no s'aconseguiren classificar entre els quatre primers per jugar la lligueta d'ascens.